# Verizon Ladies First Tour
Tournées par Beyoncé Knowles, Alicia Keys, Missy Elliott et Tamia
Dangerously in Love World Tour The Beyoncé Experience
Verizon Ladies First Tour est une tournée de 2004 par les chanteuses R'n'B-soul américaines Beyoncé et Alicia Keys et la rappeuse américaine Missy Elliott, avec le chanteuse canadienne Tamia en tant qu'invité du tour. Le spectacle a tourné aux États-Unis et a été co-sponsorisé par Steve Madden et L'Oréal. La tournée a récolté 22 millions de dollars en 27 dates.

## 1repartie
- Tamia

## Dates de la tournée
| Date           | Ville                           | Pays       | Lieu                       |
| -------------- | ------------------------------- | ---------- | -------------------------- |
| 12 mars 2004   | Fort Lauderdale (Floride)       | États-Unis | Office Depot Center        |
| 14 mars 2004   | La Nouvelle-Orléans (Louisiane) | États-Unis | New Orleans Arena          |
| 15 mars 2004   | Dallas (Texas)                  | États-Unis | American Airlines Center   |
| 17 mars 2004   | San Antonio (Texas)             | États-Unis | SBC Center                 |
| 18 mars 2004   | Houston (Texas)                 | États-Unis | Reliant Stadium            |
| 21 mars 2004   | Greensboro (Caroline du Nord)   | États-Unis | Greensboro Coliseum        |
| 23 mars 2004   | Philadelphie (Pennsylvanie)     | États-Unis | Wachovia Center            |
| 24 mars 2004   | Boston (Massachusetts)          | États-Unis | Fleet Center               |
| 26 mars 2004   | Hampton (Virginie)              | États-Unis | Hampton Coliseum           |
| 27 mars 2004   | Charlotte (Caroline du Nord)    | États-Unis | Charlotte Coliseum         |
| 28 mars 2004   | Atlanta (Géorgie)               | États-Unis | Philips Arena              |
| 29 mars 2004   | Cleveland (Ohio)                | États-Unis | Gund Arena                 |
| 1er avril 2004 | Minneapolis (Minnesota)         | États-Unis | Target Center              |
| 2 avril 2004   | Rosemont (Illinois)             | États-Unis | Allstate Arena             |
| 3 avril 2004   | Détroit (Michigan)              | États-Unis | The Palace of Auburn Hills |
| 6 avril 2004   | Pittsburgh (Pennsylvanie)       | États-Unis | Mellon Arena               |
| 9 avril 2004   | Hartford (Connecticut)          | États-Unis | Hartford Civic Center      |
| 10 avril 2004  | Uniondale (New York)            | États-Unis | Nassau Coliseum            |
| 11 avril 2004  | Washington                      | États-Unis | MCI Center                 |
| 12 avril 2004  | New York (New York)             | États-Unis | Madison Square Garden      |
| 15 avril 2004  | Phoenix (Arizona)               | États-Unis | America West Arena         |
| 16 avril 2004  | Las Vegas (Nevada)              | États-Unis | Mandalay Bay Events Center |
| 17 avril 2004  | Anaheim (Californie)            | États-Unis | Arrowhead Pond of Anaheim  |
| 18 avril 2004  | Oakland (Californie)            | États-Unis | Oakland Arena              |
| 19 avril 2004  | Anaheim (Californie)            | États-Unis | Arrowhead Pond of Anaheim  |

## Ventes des tickets
| Lieu                       | Ville                | Tickets Vendus / Disponibles | Revenu brut       |
| -------------------------- | -------------------- | ---------------------------- | ----------------- |
| Reliant Stadium            | Houston (Texas)      | 71 500 / 71 500 (100 %)      | 5 429 275 dollars |
| Arrowhead Pond of Anaheim  | Anaheim (Californie) | 18 500 / 18 500 (100 %)      | 1 553 644 dollars |
| Mandalay Bay Events Center | Las Vegas (Nevada)   | 11 000 / 11 000 (100 %)      | 1 675 787 dollars |
|                            | Total                | 101 000 / 101 000 (100 %)    | 8 658 706 dollars |